# Armando Herrera
Pour les articles homonymes, voir Herrera.
Armando Herrera, né le 6 janvier 1931 à Chihuahua au Mexique et mort le 14 octobre 2020 à Mexico (Mexique), est un joueur mexicain de basket-ball.

## Palmarès
- Médaille de bronze aux Jeux d'Amérique centrale et des Caraïbes de 1962 à Kingston